# Sanża Bałykow
Sanża Basanowicz Bałykow, ros. Санжа Басанович Балыков (ur. 2 marca 1895 r. w stanicy Denisowskaja w Kałmucji, zm. 9 stycznia 1943 r. w Bratysławie) – rosyjski wojskowy kałmuckiego pochodzenia, kałmucki emigracyjny publicysta, wydawca oraz działacz kulturalno-społeczny i polityczny.
W 1913 r. ukończył studia pedagogiczne w stanicy Wielikokniażewskaja. Od jesieni 1914 r. uczył w szkole podstawowej w stanicy Denisowskaja. W 1916 r. został zmobilizowany do armii rosyjskiej. Brał udział w I wojnie światowej w szeregach 3 Zapasowego Pułku Kawalerii Kozaków dońskich. W sierpniu 1917 r. został odkomenderowany do kozackiej szkoły wojskowej w Nowoczerkasku. W listopadzie tego roku przystąpił do Białych. Uczestniczył w walkach pod Rostowem nad Donem. Następnie został oficerem Ziungarskiego Pułku Kałmuckiego. Był adiutantem dowódcy pułku. W listopadzie 1920 r. wraz z pozostałymi wojskami Białych został ewakuowany z Krymu do Gallipoli. Na emigracji zamieszkał w Bułgarii. Działał w Związku Kałmuckim. W 1927 r. przyjechał do Pragi, gdzie ukończył wyższą szkołę nauk politycznych. Tłumaczył różne publikacje na język kałmucki. Stał się – obok Szamby N. Balinowa – czołowym emigracyjnym działaczem kałmuckim. Pisał artykuły do pism "Kazaczij Społoch", "Wolnoje Kazaczestwo", "Kazaczij Gołos", "Jedinstwo i Niezawisimost'". Był redaktorem pisma "Kowylnyje Wojny" i sekretarzem redakcji "Wolnoje Kazaczestwo". Opowiadał się za sojuszem Kałmuków z Kozakami, akcentując wspólne interesy polityczne. W 1933 r. przyjechał do Bratysławy, gdzie przez wiele lat wydawał pismo "Kazakija". Był autorem książek "Czem było Kazaczestwo", "Czem stało Kazaczestwo", "Nasz otwiet oboroncam" i "Kazaczji dieła". Współpracował z Kozackim Ruchem Narodowo-Wyzwoleńczym. Nawiązał kontakt z niemieckimi nazistami, licząc, że III Rzesza przyniesie wolność narodowi kałmuckiemu.